# Геттісберг (Пенсільванія)
Геттісберг (англ. Gettysburg) — місто (англ. borough) в США, адміністративний центр округу Адамс штату Пенсільванія. Населення — 7106 осіб (2020).
Битва під Геттісбургом та Геттісбурзька промова президента Авраама Лінкольна пройшли в цьому місті.

## Географія
Геттісберг розташований за координатами 39°49′50″ пн. ш. 77°14′3″ зх. д. / 39.83056° пн. ш. 77.23417° зх. д. (39.830597, -77.234147). За даними Бюро перепису населення США в 2010 році місто мало площу 4,32 км², з яких 4,30 км² — суходіл та 0,01 км² — водойми.

### Клімат
| Клімат : Геттісберг           | Клімат : Геттісберг | Клімат : Геттісберг | Клімат : Геттісберг | Клімат : Геттісберг | Клімат : Геттісберг | Клімат : Геттісберг | Клімат : Геттісберг | Клімат : Геттісберг | Клімат : Геттісберг | Клімат : Геттісберг | Клімат : Геттісберг | Клімат : Геттісберг | Клімат : Геттісберг |
| Показник                      | Січ.                | Лют.                | Бер.                | Квіт.               | Трав.               | Черв.               | Лип.                | Серп.               | Вер.                | Жовт.               | Лист.               | Груд.               | Рік                 |
| Абсолютний максимум, °C       | 22,2                | 25,6                | 30,6                | 33,9                | 33,9                | 36,7                | 40,0                | 40,0                | 36,7                | 33,3                | 28,3                | 26,1                | 40,0                |
| Середній максимум, °C         | 3,9                 | 6,1                 | 11,1                | 17,8                | 22,8                | 27,8                | 30,0                | 28,9                | 25,0                | 18,9                | 12,8                | 6,1                 | 17,6                |
| Середній мінімум, °C          | −6,1                | −5                  | −1,1                | 4,4                 | 9,4                 | 14,4                | 17,2                | 16,1                | 11,7                | 5,0                 | 0,6                 | −3,9                | 5,3                 |
| Абсолютний мінімум, °C        | −31,7               | −25,6               | −17,8               | −8,9                | −2,8                | 1,7                 | 6,1                 | 1,7                 | −0,6                | −6,7                | −11,1               | −20,6               | −31,7               |
| Норма опадів, мм              | 82                  | 76                  | 90                  | 90                  | 110                 | 109                 | 85                  | 97                  | 107                 | 83                  | 86                  | 82                  | 1097                |
| ----------------------------- | ------------------- | ------------------- | ------------------- | ------------------- | ------------------- | ------------------- | ------------------- | ------------------- | ------------------- | ------------------- | ------------------- | ------------------- | ------------------- |
| Джерело: The Weather Channel; |                     |                     |                     |                     |                     |                     |                     |                     |                     |                     |                     |                     |                     |

## Демографія
Згідно з переписом 2010 року, у селищі мешкало 7620 осіб у 2402 домогосподарствах у складі 1124 родин. Густота населення становила 1766 осіб/км². Було 2620 помешкань (607/км²).
Расовий склад населення:
| - 84,5 % — білих - 5,8 % — чорних або афроамериканців - 1,9 % — азіатів - 0,3 % — корінних американців - 5,0 % — осіб інших рас |

До двох чи більше рас належало 2,5 %. Частка іспаномовних становила 10,9 % від усіх жителів.
За віковим діапазоном населення розподілялося таким чином: 13,1 % — особи молодші 18 років, 76,2 % — особи у віці 18—64 років, 10,7 % — особи у віці 65 років та старші. Медіана віку мешканця становила 23,0 року. На 100 осіб жіночої статі у селищі припадало 92,9 чоловіків; на 100 жінок у віці від 18 років та старших — 91,5 чоловіків також старших 18 років.
Середній дохід на одне домашнє господарство становив 53 929 доларів США (медіана — 36 000), а середній дохід на одну сім'ю — 63 065 доларів (медіана — 45 068). Медіана доходів становила 38 056 доларів для чоловіків та 34 792 долари для жінок. За межею бідності перебувало 25,0 % осіб, у тому числі 44,1 % дітей у віці до 18 років та 11,8 % осіб у віці 65 років та старших.
Цивільне працевлаштоване населення становило 3207 осіб. Основні галузі зайнятості: освіта, охорона здоров'я та соціальна допомога — 39,5 %, мистецтво, розваги та відпочинок — 14,8 %, роздрібна торгівля — 12,8 %.